# Sążyca
Sążyca – mieszany zasiew żyta z pszenicą, bardzo rzadko stosowany, jedynie w surowszych warunkach klimatycznych, mniej odpowiednich dla samej pszenicy.